# Kreis Weststernberg

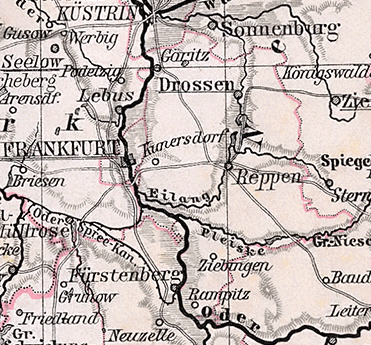
Kreisgebiet 1905

Der preußische Kreis Weststernberg in der Provinz Brandenburg bestand von 1873 bis 1945. Er umfasste in den 1930er Jahren die drei Städte Drossen, Göritz (Oder) und Reppen, 64 weitere Gemeinden und einen Forstgutsbezirk. Das ehemalige Kreisgebiet  liegt  heute im Wesentlichen im Powiat Słubicki in der polnischen Woiwodschaft Lebus. Zwei kleinere Gebietsteile auf dem Westufer der Oder gehören heute zum Landkreis Märkisch-Oderland bzw. zum Landkreis Oder-Spree im Land Brandenburg.

## Verwaltungsgeschichte
Der neue Kreis Weststernberg entstand im Jahre 1873 aus den westlichen Teilen des alten Kreises Sternberg im Regierungsbezirk Frankfurt in der preußischen Provinz Brandenburg. Das Landratsamt wurde zunächst in der Stadt Drossen eingerichtet. Am 1. April 1904 wurde das Landratsamt in die Stadt Reppen verlegt.
Zum 30. September 1928 fand im Kreis Weststernberg entsprechend der Entwicklung im übrigen Freistaat Preußen eine Gebietsreform statt, bei der alle Gutsbezirke bis auf zwei aufgelöst und benachbarten Landgemeinden zugeteilt wurden.
Im Frühjahr 1945 wurde das Kreisgebiet durch die Rote Armee besetzt. Nach Kriegsende wurde das Kreisgebiet  fast vollständig von der Sowjetunion unter polnische Verwaltung gestellt. Danach begann hier die allmähliche Zuwanderung polnischer und ukrainischer Migranten, die zum Teil aus an die Sowjetunion gefallenen Gebieten östlich der Curzon-Linie kamen. In der Folgezeit wurde hier die einheimische Bevölkerung von den örtlichen polnischen Verwaltungsbehörden vertrieben.
Die links der Oder gelegenen Kreisteile von Aurith und Kunitz (Kunitzer Loose) sowie das links der Oder bei Reitwein gelegene Gebiet der Stadt Göritz verblieben im Land Brandenburg in der Sowjetischen Besatzungszone.

## Einwohnerentwicklung
| Jahr | Einwohner | Quelle |
| ---- | --------- | ------ |
| 1871 | 43.442    | [ 2 ]  |
| 1890 | 45.004    | [ 3 ]  |
| 1900 | 44.028    | [ 3 ]  |
| 1910 | 44.027    | [ 3 ]  |
| 1925 | 45.798    | [ 3 ]  |
| 1933 | 45.831    | [ 3 ]  |
| 1939 | 44.381    | [ 3 ]  |

## Landräte
- 1872–1874 Adolf von Nickisch-Rosenegk (1836–1895) (kommissarisch)
- 1874–1900 Bernhard Bohtz (1837–1900)
- 1900–1917 Reinhold Finck von Finckenstein (1858–1922)
- 1917–1933 Hans Rieck (1880–1956)
- 1933–1933 Heinrich Grimm (vertretungsweise)
- 1933–1945 Erich Schmidt

## Kommunalverfassung
Der Kreis Weststernberg gliederte sich zunächst in Städte, in Landgemeinden und – bis zu deren nahezu vollständiger Auflösung im Jahre 1928 – in Gutsbezirke. Mit Einführung des preußischen Gemeindeverfassungsgesetzes vom 15. Dezember 1933 sowie der Deutschen Gemeindeordnung vom 30. Januar 1935 wurde zum 1. April 1935 das Führerprinzip auf Gemeindeebene durchgesetzt.

## Verkehr
Reppen, die Hauptstadt des Kreises Weststernberg, wurde ein wichtiger Bahnknotenpunkt, nachdem sich dort die 1870 eröffnete Strecke Frankfurt–Posen der Märkisch-Posener Eisenbahn-Gesellschaft >122.c< mit der 1874/75 in Betrieb genommenen Teilstrecke Küstrin–Rothenburg der Breslau-Schweidnitz-Freiburger Eisenbahn-Gesellschaft kreuzte >122.0<.
Im Jahre 1890 begann hier die Nebenbahn der Preußischen Staatsbahn nach Zielenzig >116.k<.
Der Kreis selbst erbaute 1907 die Weststernberger Kreiskleinbahn von Kunersdorf nach Ziebingen=Sandow, die weitgehend der Oder folgte >115.p<. Den Betrieb führte das Landesverkehrsamt Brandenburg ebenso wie für die Kleinbahn Küstrin–Hammer, deren 1896 eröffneter erster Teil nur den Norden des Kreises im Warthebruch streifte >115.h<.
Die Zahlen in >< beziehen sich auf das Deutsche Kursbuch 1939.

## Städte und Gemeinden
Zum Kreis Weststernberg gehörten in den 1930er Jahren die folgenden Städte und Gemeinden:
- Aurith
- Balkow
- Beelitz
- Bergen
- Biberteich
- Bischofsee
- Bottschow
- Buchholz
- Döbbernitz
- Drenzig
- Drossen, Stadt
- Frauendorf
- Friedrichswille
- Gohlitz
- Görbitsch
- Göritz (Oder), Stadt
- Gräden
- Grimnitz
- Groß Gandern
- Groß Lübbichow
- Groß Rade
- Grunow
- Hildesheim
- Klauswalde
- Klein Gandern mit Herrenhaus Klein Gandern
- Klein Kirschbaum
- Klein Lübbichow
- Klein Rade
- Kloppitz
- Kohlow
- Kräsem
- Kunersdorf
- Kunitz
- Lässig
- Laubow
- Leichholz
- Leissow, seit 1937 Leißow
- Lieben
- Matschdorf
- Melschnitz
- Neu Bischofsee
- Neuendorf
- Ötscher
- Pinnow
- Polenzig
- Radach
- Rampitz
- Reichenwalde
- Reipzig
- Reppen, Stadt
- Sandow
- Säpzig
- Schmagorei, seit 1936 Treuhofen
- Schwetig
- Seefeld
- Spudlow
- Steinbockwerk
- Stenzig
- Storkow
- Tornow
- Trettin
- Tschernow, seit 1936 Schernow
- Wildenhagen
- Zerbow
- Ziebingen
- Zohlow
- Zweinert

Zum Kreis gehörte außerdem der gemeindefreie Gutsbezirk Forst Reppen.